# Абутилон
Абутилон, липка, абутілон (Abutilon) — рід родини мальвових (Malvaceae). За своєрідну форму квітки абутилон називають китайським ліхтариком, а за химерно вирізані листки, які схожі на кленові, — кімнатним або домашнім кленом.

## Опис

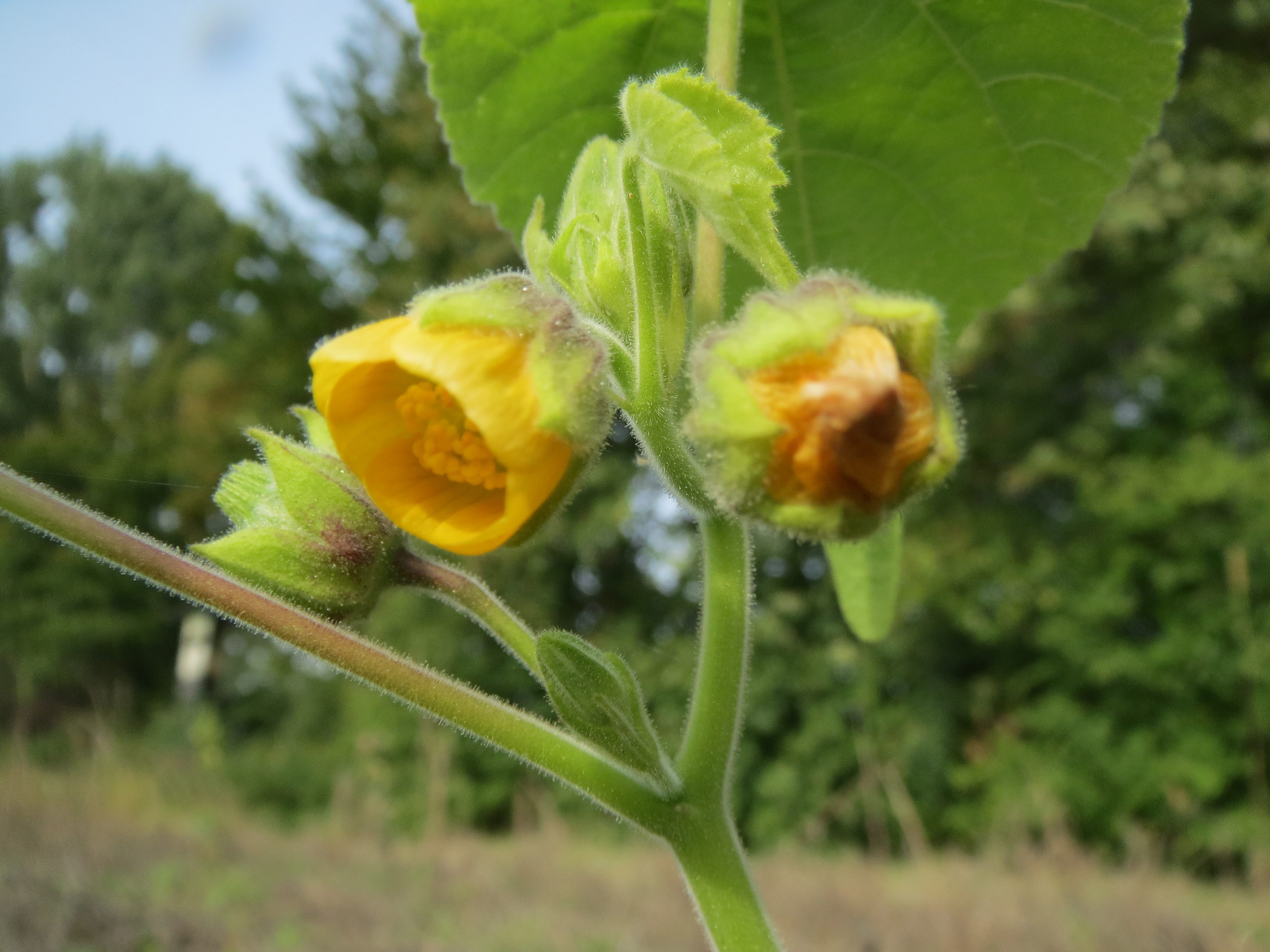
Абутилон Теофраста

Трав'янисті рослини, кущі, рідко дерева. 

## Поширення і використання
Відомо понад 200 видів, поширених у тропіках і субтропіках обох півкуль. В Україні (в лісостепу і степу), — один дикорослий вид — абутилон Теофраста або канатник (Abutilon theophrasti). Іноді його культивують як волокнисту рослину. Деякі види абутилону вирощуються як декоративні.